# Курмансай (Казахстан)
Курманса́й (каз. Құрмансай) — село у складі Мартуцького району Актюбінської області Казахстану. Адміністративний центр Курмансайського сільського округу.
До 2003 року село називалось Степановка
Населення — 334 особи (2021; 393 у 2009; 552 у 1999, 1001 у 1989).

## Люди
В селі народився Фомін Анатолій Никифорович (1925—2013) — український живописець.